# Zambiaans voetbalelftal (mannen)
Het Zambiaans voetbalelftal is een team van voetballers dat Zambia vertegenwoordigt bij internationale wedstrijden zoals CECAFA Cup en de kwalificatiewedstrijden voor het WK en het Afrikaans kampioenschap.
De Zambiaanse Voetbalassociatie werd in 1929 opgericht en is aangesloten bij de COSAFA, de CAF en de FIFA (sinds 1964). Het Zambiaans voetbalelftal behaalde in februari 1996 met de 15e plaats de hoogste positie op de FIFA-wereldranglijst, in februari 2011 werd met de 101e plaats de laagste positie bereikt.

## Vliegtuigcrash
Op 27 april 1993 sloeg het noodlot toe voor het Zambiaans voetbalelftal. Op weg naar Senegal voor een kwalificatieduel voor het WK van 1994 crashte het vliegtuig met aan boord een deel van het nationale elftal vlak na de start van een tussenstop in Libreville voor de kust van Gabon. Alle 30 bemanningsleden en passagiers, waaronder achttien spelers, de bondscoach en stafleden kwamen om het leven. Kalusha Bwalya, de aanvoerder van de ploeg, speelde op dat moment voor PSV Eindhoven en zou op eigen gelegenheid naar Senegal komen, wat hem het leven redde. Hetzelfde gold ook voor de andere "Europeanen", zoals Joe Bwalya (Cercle Brugge) en Charly Musonda (RSC Anderlecht). Het team moest helemaal opnieuw opgebouwd worden. Dat werd goed gedaan en om hun overleden ploegmaats te eren gaven ze het beste van zichzelf. De kwalificatie van het WK werd slechts op één punt gemist en in de Afrika Cup behaalden ze de finale.
In 2012 won Zambia de Afrika Cup, in de finale werd Ivoorkust na penalty's verslagen. De finale vond plaats in Libreville, dezelfde stad waar negentien jaar eerder bijna het volledige team de dood vond.

## Gewonnen internationale toernooien
| Afrika                  |    |                        |
| COSAFA Cup              | 4× | 1997, 1998, 2006, 2013 |
| CECAFA Cup              | 2× | 1984, 1991             |
| Afrikaans kampioenschap | 1× | 2012                   |

## Deelnames aan internationale toernooien

### Wereldkampioenschap
Op 27 oktober 1968 speelde Zambia voor het eerst een kwalificatiewedstrijd voor het wereldkampioenschap voetbal. De wedstrijd werd gespeeld in Ndola en gewonnen van Soedan met 4–2. De uitwedstrijd werd echter met dezelfde cijfers verloren en omdat Soedan in die wedstrijd meer goals wist te scoren ging dat land door. Voor het toernooi van 1974 bereikte Zambia de finaleronde van de kwalificatie van de CAF. In die finaleronde werd 1 wedstrijd gewonnen, tegen Marokko werd het 4–0. De andere wedstrijden gingen echter allemaal verloren waardoor Zambia zich niet plaatste voor het hoofdtoernooi. Zambia heeft zich nog nooit gekwalificeerd voor een hoofdtoernooi van het WK.
| Wereldkampioenschap overzicht | Wereldkampioenschap overzicht | Wereldkampioenschap overzicht | Wereldkampioenschap overzicht | Wereldkampioenschap overzicht | Wereldkampioenschap overzicht | Wereldkampioenschap overzicht | Wereldkampioenschap overzicht | Wereldkampioenschap overzicht |
| Jaar                          | Ronde                         | Wed.                          | W                             | G                             | V                             | DV                            | DT                            |                               |
| ----------------------------- | ----------------------------- | ----------------------------- | ----------------------------- | ----------------------------- | ----------------------------- | ----------------------------- | ----------------------------- | ----------------------------- |
| 1930–1966                     | Geen deelname                 | Geen deelname                 | Geen deelname                 | Geen deelname                 | Geen deelname                 | Geen deelname                 | Geen deelname                 | Geen deelname                 |
| 1970                          | Niet gekwalificeerd           | Niet gekwalificeerd           | Niet gekwalificeerd           | Niet gekwalificeerd           | Niet gekwalificeerd           | Niet gekwalificeerd           | Niet gekwalificeerd           | Niet gekwalificeerd           |
| 1974                          | Niet gekwalificeerd           | Niet gekwalificeerd           | Niet gekwalificeerd           | Niet gekwalificeerd           | Niet gekwalificeerd           | Niet gekwalificeerd           | Niet gekwalificeerd           | Niet gekwalificeerd           |
| 1978                          | Niet gekwalificeerd           | Niet gekwalificeerd           | Niet gekwalificeerd           | Niet gekwalificeerd           | Niet gekwalificeerd           | Niet gekwalificeerd           | Niet gekwalificeerd           | Niet gekwalificeerd           |
| 1982                          | Niet gekwalificeerd           | Niet gekwalificeerd           | Niet gekwalificeerd           | Niet gekwalificeerd           | Niet gekwalificeerd           | Niet gekwalificeerd           | Niet gekwalificeerd           | Niet gekwalificeerd           |
| 1986                          | Niet gekwalificeerd           | Niet gekwalificeerd           | Niet gekwalificeerd           | Niet gekwalificeerd           | Niet gekwalificeerd           | Niet gekwalificeerd           | Niet gekwalificeerd           | Niet gekwalificeerd           |
| 1990                          | Niet gekwalificeerd           | Niet gekwalificeerd           | Niet gekwalificeerd           | Niet gekwalificeerd           | Niet gekwalificeerd           | Niet gekwalificeerd           | Niet gekwalificeerd           | Niet gekwalificeerd           |
| 1994                          | Niet gekwalificeerd           | Niet gekwalificeerd           | Niet gekwalificeerd           | Niet gekwalificeerd           | Niet gekwalificeerd           | Niet gekwalificeerd           | Niet gekwalificeerd           | Niet gekwalificeerd           |
| 1998                          | Niet gekwalificeerd           | Niet gekwalificeerd           | Niet gekwalificeerd           | Niet gekwalificeerd           | Niet gekwalificeerd           | Niet gekwalificeerd           | Niet gekwalificeerd           | Niet gekwalificeerd           |
| 2002                          | Niet gekwalificeerd           | Niet gekwalificeerd           | Niet gekwalificeerd           | Niet gekwalificeerd           | Niet gekwalificeerd           | Niet gekwalificeerd           | Niet gekwalificeerd           | Niet gekwalificeerd           |
| 2006                          | Niet gekwalificeerd           | Niet gekwalificeerd           | Niet gekwalificeerd           | Niet gekwalificeerd           | Niet gekwalificeerd           | Niet gekwalificeerd           | Niet gekwalificeerd           | Niet gekwalificeerd           |
| 2010                          | Niet gekwalificeerd           | Niet gekwalificeerd           | Niet gekwalificeerd           | Niet gekwalificeerd           | Niet gekwalificeerd           | Niet gekwalificeerd           | Niet gekwalificeerd           | Niet gekwalificeerd           |
| 2014                          | Niet gekwalificeerd           | Niet gekwalificeerd           | Niet gekwalificeerd           | Niet gekwalificeerd           | Niet gekwalificeerd           | Niet gekwalificeerd           | Niet gekwalificeerd           | Niet gekwalificeerd           |
| 2018                          | Niet gekwalificeerd           | Niet gekwalificeerd           | Niet gekwalificeerd           | Niet gekwalificeerd           | Niet gekwalificeerd           | Niet gekwalificeerd           | Niet gekwalificeerd           | Niet gekwalificeerd           |
| 2022                          | Niet gekwalificeerd           | Niet gekwalificeerd           | Niet gekwalificeerd           | Niet gekwalificeerd           | Niet gekwalificeerd           | Niet gekwalificeerd           | Niet gekwalificeerd           | Niet gekwalificeerd           |
| 2026                          | kwalificatie                  | kwalificatie                  | kwalificatie                  | kwalificatie                  | kwalificatie                  | kwalificatie                  | kwalificatie                  | kwalificatie                  |

### Afrikaans kampioenschap
Op 17 november 1968 doet Zambia voor de eerste mee aan een kwalificatietoernooi voor de Afrika Cup. In de eerste ronde zou het over twee wedstrijden Mauritius verslaan, maar in de volgende ronde bleek Kameroen te sterk. In 1974 wist het land zich echter wel te plaatsen. Het toernooi was gelijk succesvol want Zambia bereikte te finale. De finale eindigde in een gelijkspel (2–2) waardoor een replay nodig was. Die werd gewonnen door Zaïre (2–0) waardoor Zambia tweede werd. Die finaleplek was er in 1994 en 2012 weer. In 1994 werd Zambia ook tweede. In de finale speelde het tegen Nigeria en verloor deze wedstrijd met 1–2. De goal van Zambia werd gemaakt door Elijah Litana. In 2012 werd Zambia kampioen. In de finale waren er tegen Ivoorkust strafschoppen nodig omdat de eindstand na reguliere speeltijd en verlenging 0–0 was. De strafschoppenserie werd gewonnen met 8–7.
| Afrikaans kampioenschap overzicht | Afrikaans kampioenschap overzicht | Afrikaans kampioenschap overzicht | Afrikaans kampioenschap overzicht | Afrikaans kampioenschap overzicht | Afrikaans kampioenschap overzicht | Afrikaans kampioenschap overzicht | Afrikaans kampioenschap overzicht | Afrikaans kampioenschap overzicht |
| Jaar                              | Ronde                             | Wed.                              | W                                 | G                                 | V                                 | DV                                | DT                                | Kwal                              |
| --------------------------------- | --------------------------------- | --------------------------------- | --------------------------------- | --------------------------------- | --------------------------------- | --------------------------------- | --------------------------------- | --------------------------------- |
| 1957–1968                         | Geen deelname                     | Geen deelname                     | Geen deelname                     | Geen deelname                     | Geen deelname                     | Geen deelname                     | Geen deelname                     | Geen deelname                     |
| 1970                              | Niet gekwalificeerd               | Niet gekwalificeerd               | Niet gekwalificeerd               | Niet gekwalificeerd               | Niet gekwalificeerd               | Niet gekwalificeerd               | Niet gekwalificeerd               | Niet gekwalificeerd               |
| 1972                              | Niet gekwalificeerd               | Niet gekwalificeerd               | Niet gekwalificeerd               | Niet gekwalificeerd               | Niet gekwalificeerd               | Niet gekwalificeerd               | Niet gekwalificeerd               | Niet gekwalificeerd               |
| 1974                              | Tweede                            | 6                                 | 3                                 | 1                                 | 2                                 | 9                                 | 9                                 | (Kwal.)                           |
| 1976                              | Niet gekwalificeerd               | Niet gekwalificeerd               | Niet gekwalificeerd               | Niet gekwalificeerd               | Niet gekwalificeerd               | Niet gekwalificeerd               | Niet gekwalificeerd               | Niet gekwalificeerd               |
| 1978                              | Groepsfase                        | 3                                 | 1                                 | 1                                 | 1                                 | 3                                 | 2                                 | (Kwal.)                           |
| 1980                              | Niet gekwalificeerd               | Niet gekwalificeerd               | Niet gekwalificeerd               | Niet gekwalificeerd               | Niet gekwalificeerd               | Niet gekwalificeerd               | Niet gekwalificeerd               | Niet gekwalificeerd               |
| 1982                              | Derde                             | 5                                 | 3                                 | 0                                 | 2                                 | 7                                 | 3                                 | (Kwal.)                           |
| 1984                              | Niet gekwalificeerd               | Niet gekwalificeerd               | Niet gekwalificeerd               | Niet gekwalificeerd               | Niet gekwalificeerd               | Niet gekwalificeerd               | Niet gekwalificeerd               | Niet gekwalificeerd               |
| 1986                              | Groepsfase                        | 3                                 | 0                                 | 1                                 | 2                                 | 2                                 | 4                                 | (Kwal.)                           |
| 1988                              | Teruggetrokken                    | Teruggetrokken                    | Teruggetrokken                    | Teruggetrokken                    | Teruggetrokken                    | Teruggetrokken                    | Teruggetrokken                    | Teruggetrokken                    |
| 1990                              | Derde                             | 5                                 | 3                                 | 1                                 | 1                                 | 3                                 | 2                                 | (Kwal.)                           |
| 1992                              | Kwartfinale                       | 3                                 | 1                                 | 0                                 | 2                                 | 1                                 | 2                                 | (Kwal.)                           |
| 1994                              | Tweede                            | 5                                 | 3                                 | 1                                 | 1                                 | 7                                 | 2                                 | (Kwal.)                           |
| 1996                              | Derde                             | 6                                 | 4                                 | 1                                 | 1                                 | 15                                | 6                                 | (Kwal.)                           |
| 1998                              | Groepsfase                        | 3                                 | 1                                 | 1                                 | 1                                 | 4                                 | 6                                 | (Kwal.)                           |
| 2000                              | Groepsfase                        | 3                                 | 0                                 | 2                                 | 1                                 | 3                                 | 5                                 | (Kwal.)                           |
| 2002                              | Groepsfase                        | 3                                 | 0                                 | 1                                 | 2                                 | 1                                 | 3                                 | (Kwal.)                           |
| 2004                              | Niet gekwalificeerd               | Niet gekwalificeerd               | Niet gekwalificeerd               | Niet gekwalificeerd               | Niet gekwalificeerd               | Niet gekwalificeerd               | Niet gekwalificeerd               | Niet gekwalificeerd               |
| 2006                              | Groepsfase                        | 3                                 | 1                                 | 0                                 | 2                                 | 3                                 | 6                                 | (Kwal.)                           |
| 2008                              | Groepsfase                        | 3                                 | 1                                 | 1                                 | 1                                 | 5                                 | 6                                 | (Kwal.)                           |
| 2010                              | Kwartfinale                       | 4                                 | 1                                 | 2                                 | 1                                 | 5                                 | 5                                 | (Kwal.)                           |
| 2012                              | Kampioen                          | 6                                 | 4                                 | 2                                 | 0                                 | 9                                 | 3                                 | (Kwal.)                           |
| 2013                              | Groepsfase                        | 3                                 | 0                                 | 3                                 | 0                                 | 2                                 | 2                                 | (Kwal.)                           |
| 2015                              | Groepsfase                        | 3                                 | 0                                 | 2                                 | 1                                 | 2                                 | 3                                 | (Kwal.)                           |
| 2017                              | Niet gekwalificeerd               | Niet gekwalificeerd               | Niet gekwalificeerd               | Niet gekwalificeerd               | Niet gekwalificeerd               | Niet gekwalificeerd               | Niet gekwalificeerd               | Niet gekwalificeerd               |
| 2019                              | Niet gekwalificeerd               | Niet gekwalificeerd               | Niet gekwalificeerd               | Niet gekwalificeerd               | Niet gekwalificeerd               | Niet gekwalificeerd               | Niet gekwalificeerd               | Niet gekwalificeerd               |
| 2021                              | Niet gekwalificeerd               | Niet gekwalificeerd               | Niet gekwalificeerd               | Niet gekwalificeerd               | Niet gekwalificeerd               | Niet gekwalificeerd               | Niet gekwalificeerd               | Niet gekwalificeerd               |
| 2023                              | Groepsfase                        | 3                                 | 0                                 | 2                                 | 1                                 | 2                                 | 3                                 | (Kwal.)                           |
| 2025                              |                                   |                                   |                                   |                                   |                                   |                                   |                                   | (Kwal.)                           |

### African Championship of Nations
| African Championship of Nations overzicht | African Championship of Nations overzicht | African Championship of Nations overzicht | African Championship of Nations overzicht | African Championship of Nations overzicht | African Championship of Nations overzicht | African Championship of Nations overzicht | African Championship of Nations overzicht | African Championship of Nations overzicht |
| Jaar                                      | Ronde                                     | Wed.                                      | W                                         | G                                         | V                                         | DV                                        | DT                                        | Kwal                                      |
| ----------------------------------------- | ----------------------------------------- | ----------------------------------------- | ----------------------------------------- | ----------------------------------------- | ----------------------------------------- | ----------------------------------------- | ----------------------------------------- | ----------------------------------------- |
| 2009                                      | Derde                                     | 5                                         | 2                                         | 2                                         | 1                                         | 7                                         | 4                                         | (Kwal.)                                   |
| 2011                                      | Niet gekwalificeerd                       | Niet gekwalificeerd                       | Niet gekwalificeerd                       | Niet gekwalificeerd                       | Niet gekwalificeerd                       | Niet gekwalificeerd                       | Niet gekwalificeerd                       | Niet gekwalificeerd                       |
| 2014                                      | Niet gekwalificeerd                       | Niet gekwalificeerd                       | Niet gekwalificeerd                       | Niet gekwalificeerd                       | Niet gekwalificeerd                       | Niet gekwalificeerd                       | Niet gekwalificeerd                       | Niet gekwalificeerd                       |
| 2016                                      | Kwartfinale                               | 4                                         | 2                                         | 2                                         | 0                                         | 2                                         | 0                                         | (Kwal.)                                   |
| 2018                                      | Kwartfinale                               | 4                                         | 2                                         | 1                                         | 1                                         | 6                                         | 3                                         | (Kwal.)                                   |
| 2020                                      | Kwartfinale                               | 4                                         | 1                                         | 2                                         | 1                                         | 4                                         | 4                                         | (Kwal.)                                   |
| 2022                                      | Niet gekwalificeerd                       | Niet gekwalificeerd                       | Niet gekwalificeerd                       | Niet gekwalificeerd                       | Niet gekwalificeerd                       | Niet gekwalificeerd                       | Niet gekwalificeerd                       | Niet gekwalificeerd                       |

Zambia werd 2 keer kampioen van de CECAFA Cup. In 1984 werd er na strafschoppen gewonnen van Malawi. In 1991 werd er gewonnen van Kenia (2–0). Omdat Zambia geen CECAFA lid meer was werd de eerste plek die het in 2006 bereikte aan Soedan gegeven. Vanaf 1997 deed Zambia mee aan de COSAFA Cup en hier werd het vier keer eerste. In 1997 en 1998 bestond het toernooi uit een competitie waar landen allemaal tegen elkaar speelden. In 2006 won Zambia van Angola (2–0) door goals van Dube Phiri en Chaswe Nsofwa. In 2013 was de uitslag in de finale weer 2–0, nu was Zimbabwe de tegenstander in de finale.
| CECAFA Cup overzicht | CECAFA Cup overzicht | CECAFA Cup overzicht | CECAFA Cup overzicht | CECAFA Cup overzicht | CECAFA Cup overzicht | CECAFA Cup overzicht | CECAFA Cup overzicht | CECAFA Cup overzicht |
| Jaar                 | Ronde                | Wed.                 | W                    | G                    | V                    | DV                   | DT                   |                      |
| -------------------- | -------------------- | -------------------- | -------------------- | -------------------- | -------------------- | -------------------- | -------------------- | -------------------- |
| 1973                 | Groepsfase           | 3                    | 1                    | 1                    | 1                    | 8                    | 4                    |                      |
| 1974                 | Groepsfase           | 2                    | 1                    | 0                    | 1                    | 3                    | 3                    |                      |
| 1975                 | Groepsfase           | 2                    | 0                    | 0                    | 2                    | 1                    | 3                    |                      |
| 1976                 | Tweede               | 5                    | 4                    | 0                    | 1                    | 12                   | 7                    |                      |
| 1977                 | Tweede               | 4                    | 2                    | 1                    | 1                    | 8                    | 5                    |                      |
| 1978                 | Tweede               | 6                    | 4                    | 0                    | 2                    | 22                   | 6                    |                      |
| 1979                 | Groepsfase           | 5                    | 1                    | 1                    | 3                    | 6                    | 9                    |                      |
| 1980                 | Vierde               | 3                    | 2                    | 1                    | 0                    | 6                    | 2                    |                      |
| 1981                 | Derde                | 5                    | 2                    | 1                    | 2                    | 6                    | 6                    |                      |
| 1982                 | Geen deelname        | Geen deelname        | Geen deelname        | Geen deelname        | Geen deelname        | Geen deelname        | Geen deelname        | Geen deelname        |
| 1983                 | Geen deelname        | Geen deelname        | Geen deelname        | Geen deelname        | Geen deelname        | Geen deelname        | Geen deelname        | Geen deelname        |
| 1984                 | Kampioen             | 5                    | 3                    | 2                    | 0                    | 7                    | 2                    |                      |
| 1985                 | Groepsfase           | 2                    | 0                    | 1                    | 1                    | 2                    | 5                    |                      |
| 1987                 | Groepsfase           | 2                    | 0                    | 1                    | 1                    | 2                    | 6                    |                      |
| 1988                 | Tweede               | 5                    | 2                    | 2                    | 1                    | 6                    | 4                    |                      |
| 1989                 | Vierde               | 5                    | 2                    | 1                    | 2                    | 3                    | 4                    |                      |
| 1990                 | Geen deelname        | Geen deelname        | Geen deelname        | Geen deelname        | Geen deelname        | Geen deelname        | Geen deelname        | Geen deelname        |
| 1991                 | Kampioen             | 5                    | 4                    | 1                    | 0                    | 9                    | 4                    |                      |
| 1992                 | Derde                | 6                    | 4                    | 2                    | 0                    | 11                   | 3                    |                      |
| 1994–2005            | Geen CECAFA-lid      | Geen CECAFA-lid      | Geen CECAFA-lid      | Geen CECAFA-lid      | Geen CECAFA-lid      | Geen CECAFA-lid      | Geen CECAFA-lid      | Geen CECAFA-lid      |
| 2006                 | Tweede               | 5                    | 3                    | 1                    | 1                    | 8                    | 3                    |                      |
| 2008                 | Groepsfase           | 4                    | 1                    | 2                    | 1                    | 4                    | 3                    |                      |
| 2009                 | Kwartfinale          | 4                    | 3                    | 1                    | 0                    | 9                    | 0                    |                      |
| 2010                 | Kwartfinale          | 4                    | 2                    | 1                    | 1                    | 8                    | 2                    |                      |
| 2013                 | Derde                | 6                    | 3                    | 2                    | 1                    | 8                    | 4                    |                      |

| COSAFA Cup overzicht | COSAFA Cup overzicht | COSAFA Cup overzicht | COSAFA Cup overzicht | COSAFA Cup overzicht | COSAFA Cup overzicht | COSAFA Cup overzicht | COSAFA Cup overzicht | COSAFA Cup overzicht |
| Jaar                 | Ronde                | Wed.                 | W                    | G                    | V                    | DV                   | DT                   |                      |
| -------------------- | -------------------- | -------------------- | -------------------- | -------------------- | -------------------- | -------------------- | -------------------- | -------------------- |
| 1997                 | Kampioen             | 5                    | 3                    | 2                    | 0                    | 11                   | 4                    |                      |
| 1998                 | Kampioen             | 5                    | 3                    | 2                    | 0                    | 5                    | 2                    |                      |
| 1999                 | Halve finale         | 2                    | 0                    | 1                    | 1                    | 1                    | 2                    |                      |
| 2000                 | Kwartfinale          | 2                    | 1                    | 1                    | 0                    | 3                    | 0                    |                      |
| 2001                 | Halve finale         | 3                    | 1                    | 1                    | 1                    | 3                    | 2                    |                      |
| 2002                 | Halve finale         | 2                    | 1                    | 0                    | 1                    | 3                    | 1                    |                      |
| 2003                 | Halve finale         | 2                    | 1                    | 1                    | 0                    | 5                    | 3                    |                      |
| 2004                 | Tweede               | 3                    | 1                    | 2                    | 0                    | 3                    | 1                    |                      |
| 2005                 | Tweede               | 4                    | 1                    | 2                    | 1                    | 7                    | 7                    |                      |
| 2006                 | Kampioen             | 4                    | 4                    | 0                    | 0                    | 9                    | 1                    |                      |
| 2007                 | Tweede               | 2                    | 1                    | 1                    | 0                    | 3                    | 0                    |                      |
| 2008                 | Derde                | 3                    | 1                    | 1                    | 1                    | 2                    | 1                    |                      |
| 2009                 | Tweede               | 3                    | 2                    | 0                    | 1                    | 4                    | 3                    |                      |
| 2013                 | Kampioen             | 3                    | 2                    | 1                    | 0                    | 5                    | 1                    |                      |
| 2015                 | Zesde                | 3                    | 1                    | 1                    | 1                    | 3                    | 1                    |                      |
| 2016                 | Zesde                | 3                    | 1                    | 1                    | 1                    | 3                    | 3                    |                      |
| 2017                 | Tweede               | 3                    | 2                    | 0                    | 1                    | 7                    | 6                    |                      |
| 2018                 | Tweede               | 3                    | 1                    | 1                    | 1                    | 3                    | 4                    |                      |
| 2019                 | Kampioen             | 3                    | 2                    | 1                    | 0                    | 3                    | 0                    |                      |
| 2021                 | Groepsfase           | 4                    | 1                    | 1                    | 2                    | 3                    | 4                    |                      |
| 2022                 | Kampioen             | 3                    | 2                    | 1                    | 0                    | 6                    | 4                    |                      |
| 2023                 | Kampioen             | 5                    | 4                    | 0                    | 1                    | 9                    | 5                    |                      |
| 2024                 | Groepsfase           | 3                    | 0                    | 0                    | 3                    | 0                    | 5                    |                      |
| 2025                 | Groepsfase           | 2                    | 0                    | 1                    | 1                    | 3                    | 4                    |                      |

1. ↑  CECAFA Cup 1973: Zambia speelde met het B-team
2. ↑  CECAFA Cup 1980: Zambia speelde met het B-team
3. ↑  Vanaf 1997: Zambia werd lid van de COSAFA en deed daarom alleen nog mee op uitnodiging.
4. ↑  CECAFA Cup 2006: Als eerste geëindigd, maar omdat zij geen CECAFA-lid zijn werd Soedan eerste.

## FIFA-wereldranglijst[2]
| 1993 | 1994 | 1995 | 1996 | 1997 | 1998 | 1999 | 2000 | 2001 | 2002 | 2003 | 2004 | 2005 | 2006 | 2007 | 2008 | 2009 | 2010 | 2011 | 2012 | 2013 | 2014 | 2015 | 2016 | 2017 | 2018 |
| ---- | ---- | ---- | ---- | ---- | ---- | ---- | ---- | ---- | ---- | ---- | ---- | ---- | ---- | ---- | ---- | ---- | ---- | ---- | ---- | ---- | ---- | ---- | ---- | ---- | ---- |
| 27   | 21   | 25   | 20   | 21   | 29   | 36   | 49   | 64   | 67   | 68   | 70   | 58   | 62   | 65   | 72   | 84   | 76   | 79   | 34   | 69   | 46   | 73   | 88   | 74   | 83   |

## Bondscoaches
- Bijgewerkt tot en met WK-kwalificatieduel tegen  Kameroen (1-1) op 12 november 2016

| Naam              | Van               | Tot               | Interlands | W  | G | V |
| ----------------- | ----------------- | ----------------- | ---------- | -- | - | - |
| Roald Poulsen     | 1 juli 1994       | 30 juni 1996      | ?          |    |   |   |
| Patrick Phiri     | 1 juli 2002       | 31 mei 2004       | ?          |    |   |   |
| Kalusha Bwalya    | 1 juli 2004       | 30 juni 2006      | 12         | 6  | 1 | 5 |
| Patrick Phiri     | 1 juli 2006       | 30 april 2008     | 5          | 2  | 1 | 2 |
| Hervé Renard      | 7 mei 2008        | 30 april 2010     | 17         | 5  | 4 | 8 |
| Dario Bonetti     | 21 juli 2010      | 11 oktober 2011   | 7          | 4  | 1 | 2 |
| Hervé Renard      | 24 oktober 2011   | 6 oktober 2013    | 22         | 10 | 9 | 3 |
| Patrice Beaumelle | 8 oktober 2013    | 31 juli 2014      | 11         | 3  | 3 | 5 |
| Honour Janza      | 6 augustus 2014   | 8 juni 2015       | 10         | 3  | 4 | 3 |
| George Lwandamina | 8 juni 2015       | 14 september 2016 | 9          | 3  | 4 | 2 |
| Wedson Nyirenda   | 14 september 2016 | 31 maart 2018     | 2          | 0  | 1 | 1 |
| Sven Vandenbroeck | 01 Juli 2018      | heden             | 5          | 2  | 1 | 2 |

## Selecties
| Selectie van Zambia tijdens het Afrika Cup 1992 | Selectie van Zambia tijdens het Afrika Cup 1992 | Selectie van Zambia tijdens het Afrika Cup 1992 | Selectie van Zambia tijdens het Afrika Cup 1992 | Selectie van Zambia tijdens het Afrika Cup 1992 | Selectie van Zambia tijdens het Afrika Cup 1992 | Selectie van Zambia tijdens het Afrika Cup 1992 | Selectie van Zambia tijdens het Afrika Cup 1992 | Selectie van Zambia tijdens het Afrika Cup 1992 |
| №                                               | Naam                                            | Wed.                                            | Dlpnt.                                          | Club                                            |                                                 |                                                 |                                                 |                                                 |
| ----------------------------------------------- | ----------------------------------------------- | ----------------------------------------------- | ----------------------------------------------- | ----------------------------------------------- | ----------------------------------------------- | ----------------------------------------------- | ----------------------------------------------- | ----------------------------------------------- |
| Doel                                            |                                                 |                                                 |                                                 |                                                 |                                                 |                                                 |                                                 |                                                 |
|                                                 | David Chaballa                                  |                                                 |                                                 | Argentinos Juniors                              |                                                 |                                                 |                                                 |                                                 |
|                                                 | Richard Mwanza                                  |                                                 |                                                 | Kabwe Warriors                                  |                                                 |                                                 |                                                 |                                                 |
|                                                 | Stephen Zimba                                   |                                                 |                                                 | Nchanga FC Rangers                              |                                                 |                                                 |                                                 |                                                 |
| Verdediging                                     |                                                 |                                                 |                                                 |                                                 |                                                 |                                                 |                                                 |                                                 |
|                                                 | Whiteson Changwe                                |                                                 |                                                 | Kabwe Warriors                                  |                                                 |                                                 |                                                 |                                                 |
|                                                 | Samuel Chomba                                   |                                                 |                                                 | Kabwe Warriors                                  |                                                 |                                                 |                                                 |                                                 |
|                                                 | Ashios Melu                                     |                                                 |                                                 | Favoritner AC                                   |                                                 |                                                 |                                                 |                                                 |
|                                                 | Eston Mulenga                                   |                                                 |                                                 | Nkana FC                                        |                                                 |                                                 |                                                 |                                                 |
|                                                 | John Soko                                       |                                                 |                                                 | Power Dynamos                                   |                                                 |                                                 |                                                 |                                                 |
|                                                 | Robert Watiyakeni                               |                                                 |                                                 | Power Dynamos                                   |                                                 |                                                 |                                                 |                                                 |
| Middenveld                                      |                                                 |                                                 |                                                 |                                                 |                                                 |                                                 |                                                 |                                                 |
|                                                 | Kalusha Bwalya                                  |                                                 |                                                 | PSV Eindhoven                                   |                                                 |                                                 |                                                 |                                                 |
|                                                 | Wisdom Chansa                                   |                                                 |                                                 | Power Dynamos                                   |                                                 |                                                 |                                                 |                                                 |
|                                                 | Harrison Chongo                                 |                                                 |                                                 | Mufulira Wanderers                              |                                                 |                                                 |                                                 |                                                 |
|                                                 | Derby Makinka                                   |                                                 |                                                 | Lusaka Dynamos                                  |                                                 |                                                 |                                                 |                                                 |
|                                                 | Linos Makwaza                                   |                                                 |                                                 | Power Dynamos                                   |                                                 |                                                 |                                                 |                                                 |
|                                                 | Mwenya Matete                                   |                                                 |                                                 | Konkola Blades                                  |                                                 |                                                 |                                                 |                                                 |
|                                                 | Maybin Mugaiwa                                  |                                                 |                                                 | Kabwe Warriors                                  |                                                 |                                                 |                                                 |                                                 |
| Aanval                                          |                                                 |                                                 |                                                 |                                                 |                                                 |                                                 |                                                 |                                                 |
|                                                 | Beston Chambeshi                                |                                                 |                                                 | Nkana FC                                        |                                                 |                                                 |                                                 |                                                 |
|                                                 | Webster Chikabala                               |                                                 |                                                 | KSC Eendracht Aalst                             |                                                 |                                                 |                                                 |                                                 |
|                                                 | Gibby Mbaseta                                   |                                                 |                                                 | Nkana FC                                        |                                                 |                                                 |                                                 |                                                 |
|                                                 | Pearson Mwanza                                  |                                                 |                                                 | Al Moqaouloun                                   |                                                 |                                                 |                                                 |                                                 |
|                                                 | Timothy Mwitwa                                  |                                                 |                                                 | Kabwe Warriors                                  |                                                 |                                                 |                                                 |                                                 |
| Bondscoach: Samuel Ndlovu                       |                                                 |                                                 |                                                 |                                                 |                                                 |                                                 |                                                 |                                                 |

FAZ · 
A-internationals · 
Selecties · 
Statistieken · 
Zambiaans vrouwenelftal · 
Olympisch elftal · 
Zambia U21 · 
Zambia U20 · 
Zambia U18 · 
Zambia U17
1964 – 1979 ·
1980 – 1989 ·
1990 – 1999 ·
2000 – 2009 ·
2010 – 2019 ·
2020 − 2029
1964 ·
1965 ·
1966 ·
1967 ·
1968 ·
1969 ·
1970 ·
1971 ·
1972 ·
1973 ·
1974 ·
1975 ·
1976 ·
1977 ·
1978 ·
1979 ·
1980 ·
1981 ·
1982 ·
1983 ·
1984 ·
1985 ·
1986 ·
1987 ·
1988 ·
1989 ·
1990 ·
1991 ·
1992 ·
1993 ·
1994 ·
1995 ·
1996 ·
1997 ·
1998 ·
1999 ·
2000 ·
2001 ·
2002 ·
2003 ·
2004 ·
2005 ·
2006 ·
2007 ·
2008 ·
2009 ·
2010 ·
2011 ·
2012 ·
2013 ·
2014 ·
2015 ·
2016 ·
2017 ·
2018 ·
2019 ·
2020 ·
2021 ·
2022
Algerije · 
Angola ·
België ·
Benin ·
Botswana ·
Brazilië ·
Burkina Faso ·
Burundi ·
Chili ·
China ·
Comoren ·
Congo-Brazzaville ·
Congo-Kinshasa ·
Djibouti ·
Ecuador ·
Egypte ·
Equatoriaal-Guinea ·
Ethiopië ·
Gabon ·
Gambia ·
Ghana ·
Guinee ·
Guinee-Bissau ·
Honduras ·
India ·
Irak ·
Iran ·
Israël ·
Ivoorkust ·
Jamaica ·
Japan ·
Jemen ·
Jordanië ·
Kaapverdië ·
Kameroen ·
Kenia ·
Koeweit ·
Lesotho ·
Liberia ·
Libië ·
Madagaskar ·
Malawi ·
Mali ·
Marokko ·
Mauritanië ·
Mauritius ·
Mozambique ·
Namibië ·
Niger ·
Nigeria ·
Noord-Korea ·
Oeganda ·
Oman ·
Rusland · 
Rwanda ·
Saoedi-Arabië ·
Senegal ·
Seychellen ·
Sierra Leone ·
Soedan ·
Somalië ·
Swaziland ·
Tanzania ·
Togo ·
Tsjaad ·
Tunesië ·
Zimbabwe ·
Zuid-Afrika ·
Zuid-Korea
Ivoorkust (2012)